# Конституційно-правові відносини
Конституційно-правові відносини — це врегульовані нормами конституційного права і гарантовані державою суспільні відносини, які виникають між суб'єктами з приводу реалізації їх конституційних прав та обов'язків.

## Ознаки конституційно-правових відносин
- пов'язані з відносинами публічної влади;
- є різновидом правових відносин, оскільки існують поряд із кримінальними, господарськими та іншими правовідносинами;
- виникають між суб'єктами правовідносин з приводу реалізації конституційних прав та обов'язків;
- мають переважно імперативний характер;
- регулюються та охороняються конституційними нормами і принципами;
- є різновидом політико-правових зв'язків, оскільки тісно пов'язані з суб'єктами політичного процесу, з реалізацією владних повноважень органів державної влади, правовим статусом людини і громадянина;
- здебільшого мають виключно загальнодержавний, а не локальний (місцевий) характер (наприклад, вибори Президента України, Верховної Ради України, всеукраїнський референдум);
- порівняно з іншими галузями права охоплюють найширше коло суспільних відносин: політичні, економічні, культурні, екологічні, соціальні та ін.;
- здійснюються свідомо і цілеспрямовано в результаті волевиявлення суб'єктів конституційно-правових відносин. Проте у певних випадках причиною або наслідком виникнення, зміни або припинення конституційно-правових відносин є об'єктивні явища — стихійні лиха, аварії, епідемії, епізоотії, що створюють загрозу життю і здоров'ю населення та можуть призвести до масових порушень правопорядку. Виникнення саме таких правовідносин не залежить від волі суб'єктів, але їх настання передбачає певні юридичні наслідки для учасників конституційних правовідносин;
- гарантуються та забезпечуються державно-правовим примусом, основний зміст якого полягає у позбавленні відповідних суб'єктів блага політичного, матеріального чи іншого характеру.[1]

## Класифікація конституційно-правових відносин

### За цільовим призначенням
1. установчі відносини — це переважно загальні відносини, що виникають на основі конституційних принципів, дефінітивних та інших норм;
2. правовстановлюючі відносини — це такі, в яких їх суб'єкти здійснюють свої права та виконують свої обов'язки, встановлені правовою нормою;
3. правоохоронні відносини — це відносини, метою яких є охорона приписів правової норми. Вони можуть бути як загальними, так і конкретними. Загальні, наприклад, забезпечують передбачений ст. 6 Конституції України поділ державної влади на законодавчу, виконавчу, судову гілки, а конкретні, зокрема, забезпечують недоторканність народних депутатів України;

### За змістом
1. матеріальні правовідносини — ті, що складаються в процесі реалізації матеріальних норм конституційного права. Наприклад, такі відносини виникають у процесі реалізації норм Конституції України, що визначають взаємовідносини між Президентом України та Верховною Радою України;
2. процесуальні правовідносини виникають при реалізації процесуальних норм. Такі норми містяться, наприклад, у Регламенті Верховної Ради України, який встановлює порядок підготовки і проведення сесій Верховної Ради, її засідань, формування державних органів, визначає законодавчу процедуру, процедуру розгляду інших питань, віднесених до її повноважень, та порядок здійснення контрольних функцій Верховної Ради;

### За формою
1. правовідносини у власному розумінні, які характеризуються тим, що в них чітко визначені права та обов'язки суб'єктів і кожен суб'єкт здійснює свої права та обов'язки особисто;
2. правові стани, які характеризуються тим, що права та обов'язки суб'єктів мають менш визначений характер. Вони встановлюються правовими нормами, на підставі яких складаються інші правові відносини (наприклад, стан громадянства);

### За часом дії
1. строкові правовідносини — це більшість конституційно-правових відносин; вони діють протягом чіткого, встановленого в нормі строку (наприклад, правовідносини, що виникають під час виборчої кампанії, проведення референдуму тощо);
2. безстрокові правовідносини — це правовідносини, необмежені в часі, які, однак, можуть припинити своє існування за певних умов (наприклад, смерть громадянина припиняє всі відносини з приводу його громадянства). До безстрокових належать усі відносини, що за формою є правовими етапами, відносини, пов'язані із забезпеченням державою основних прав і свобод громадян тощо.[2]

## Структура конституційно-правових відносин

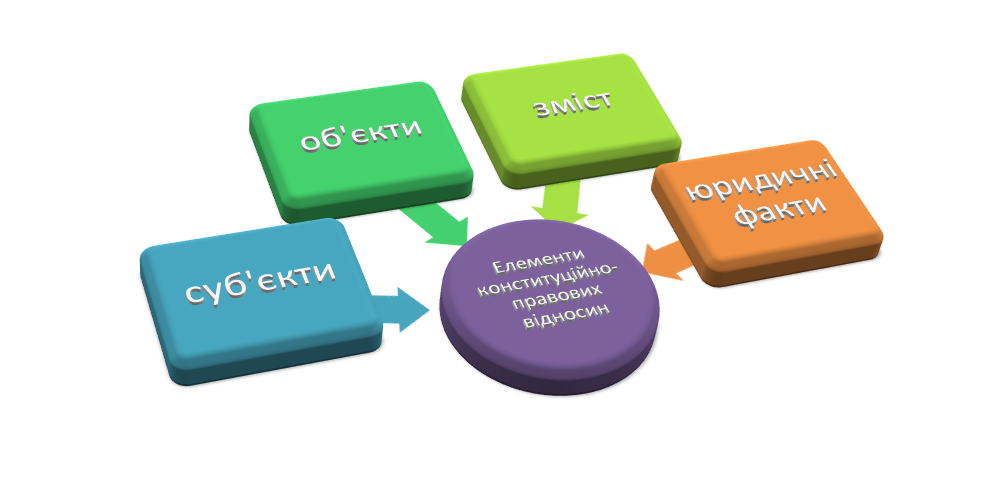
Елементи конституційно-правових відносин

### Суб'єкти конституційно-правових відносин
Суб'єкти конституційно-правових відносин — це учасники конституційно-правових відносин, наділені конституційною правосуб'єктністю (правоздатністю, дієздатністю і деліктоздатністю), яка встановлюється нормами і принципами конституційного права.

У сучасній науці конституційного права досить складною і невирішеною є проблема визначення кола суб'єктів конституційно-правових відносин та їх правового статусу. Проблема ускладнюється нерівністю правового статусу суб'єктного складу, зокрема Українська держава та особа без громадянства є суб'єктами конституційно-правових відносин, проте їхній правовий статус різний.

Важливими суб'єктами конституційно-правових відносин є юридичні особи, які згідно зі ст. 81 Цивільного кодексу України поділяються на юридичних осіб публічного права і юридичних осіб приватного права. Юридичними особами публічного права визнано організації, створені розпорядчим актом Президента України, органу державної влади, органу влади Автономної Республіки Крим (далі — АРК) або органу місцевого самоврядування. Правовий статус юридичної особи публічного права, необхідно надати територіальним громадам, АРК, Українській державі тощо. 

У чинному законодавстві України не існує жодного нормативно-правового акта, в якому сформульовано вичерпний перелік суб'єктів конституційного права, навіть Конституція України не містить такого переліку. Вчені по-різному розглядають суб'єктний склад галузі конституційного права.

Суб'єктами конституційно-правових відносин є:
1. фізичні особи — громадяни України, апатриди, біпатриди , біженці, іноземці;
2. юридичні особи — органи місцевого самоврядування, підприємства, установи, організації, органи державної влади. До органів державної влади належить уся система органів виконавчої влади — від Кабінету Міністрів України до районних державних адміністрацій, Верховна Рада України, глава держави, правоохоронні органи, органи правосуддя та ін.;
3. посадові особи — представники влади, наділені відповідними державно-владними повноваженнями;
4. соціальні організації — держава, трудові колективи, органи місцевого самоврядування, адміністративно-територіальні одиниці, об'єднання громадян (громадські організації, профспілки, територіальні громади, політичні партії, релігійні громади, органи самоорганізації населення та ін.;
5. соціальні спільноти — український народ, корінні народи, населення, нація, національні меншини, етнічні групи.

Суб'єктний склад учасників конституційно-правових відносин, порівняно з іншими галузями права, є не лише найбільший за кількістю, але й різний за правовим статусом. 

### Об'єкт конституційно-правових відносин
Об'єкт конституційно-правових відносин  - це сфера (інститут) суспільної взаємодії, яка передбачена та врегульована нормами конституційного права. У структурі конституційних відносин об'єктом є "відносини у певній сфері", які врегульовують визначений предмет. Наприклад, якщо об'єктом виступають відносини у сфері законотворчості, то предметом буде процедура голосування або законодавчий процес. Якщо об'єктом виступають відносини у сфері судочинства, то предметом може бути організація та функціонування конституційного суду.      
Об'єктами конституційно-правових відносин можуть виступати врегульовані конституційним правом суспільні сфери: основні засади конституційного ладу України та їх гарантії, державний та суспільний лад, суверенітет (державний, національний, народний), публічна влада, політична, економічна та ідеологічна багатоманітність суспільного життя, волевиявлення народу, форми прямої демократії, організація та функціонування системи органів державної влади та органів місцевого самоврядування, конституційні права, свободи і обов'язки людини та громадянина, правовий статус людини і громадянина, право власності, міжнародне співробітництво державних інституцій, політичні партії та інші громадські організації, податкова, банківська і фінансова системи, культурно-духовні надбання окремих індивідів та суспільства загалом, природні об'єкти (земля, рекреаційні зони, природні ресурси, атмосферний простір у законодавчо визначених межах), адміністративно-територіальні одиниці та ін.
Такий перелік об'єктів конституційно-правових відносин є не вичерпним. До речі, вичерпним він і не може бути через об'єктивні причини. Це підтверджується низкою аргументів:
- конституційно-правові відносини охоплюють правовим регулюванням практично усі сфери суспільних відносин, що прямо впливає на множинність об'єктів;
- конституційно-правові відносини мають системотвірний і установчий характер для об'єктного складу правовідносин усіх інших галузей права.

### Предмет конституційно-правових відносин
Предмет конституційно-правових відносин — це закріплені і гарантовані нормами та принципами конституційного права загальнодержавні і соціальні блага, з приводу яких суб'єкти конституційно-правових відносин вступають в юридичні зв'язки і на що спрямовані їхні суб'єктивні права та юридичні обов'язки.

Предметом інтересів суб'єктів конституційних правовідносин є не тільки конкретні матеріальні речі, а й загальносуспільні публічні цінності.

Класифікація предметів конституційно-правових відносин:'
1. політичні блага — державний суверенітет, територіальна цілісність держави, влада українського народу (вибори, референдум), державна влада (комітети парламенту, суди першої інстанції та апеляційні суди), політична багатоманітність, політичні партії та їх блоки, народний і національний суверенітети, громадянство, демократія та ін.;
2. матеріальні блага — майно, цінні папери, гроші, природні ресурси, земля та ін.;
3. нематеріальні блага — честь, гідність, ділова репутація, право інтелектуальної власності, право на віросповідання, право на таємницю телефонних розмов, листування, право на отримання освіти та ін.;
4. дії (бездіяльність) — участь у виборах, референдумах, страйках, реалізація активного чи пасивного виборчого права та ін.;
5. результати дій (бездіяльності) — статус судді, президента, народного депутата, депутата місцевих рад.

### Зміст конституційно-правових відносин
Зміст конституційно-правових відносин — це визначені й гарантовані конституційно-правовими нормами і принципами суб'єктивні права та юридичні обов'язки учасників цих відносин.

Зміст конституційно-правових відносин має двояку складову, зокрема в науці конституційного права розрізняють юридичний і фактичний зміст. Це змістовно близькі, але не тотожні поняття.

Юридичний зміст — це можливість суб'єктів конституційно-правових відносин вчиняти відповідні дії або утриматися від їх вчинення. Юридичні факти дають нормативні варіанти вибору правомірної поведінки. Юридичний зміст становлять:
1. суб'єктивне право — юридична гарантія можливості використання чи невикористання конституційних прав вступати у конституційні правовідносини, наприклад, балотуватися на певну посаду чи ні, подавати конституційне звернення до Конституційного Суду України чи утриматися від учинення таких дій;
2. юридичні обов'язки — це вид і міра належної поведінки суб'єкта правовідносин, визначена і гарантована конституційним законодавством. Наприклад, конституційним обов'язком громадян України є захист Вітчизни, незалежності та територіальної цілісності України, шанування її державних символів (ст. 65 Конституції України).

Фактичний зміст (Матеріальний зміст)— це конкретно обраний варіант юридичних можливостей. Відображається через поведінку суб'єкта, яка у свою чергу має зовнішній та внутрішній прояв. Зовнішній прояв - це вольова дія або бездіяльність суб'єкта конституційних відносин. Внутрішній прояв - це застосування суб'єктом конституційних відносин своїх знань, умінь, навичок та досвіду у процесі реалізації прав, обов'язків та інших елементів відповідного правового статусу. У цьому аспектів відображається функціонування антропоцентризму у конституціоналізмі.    

### Юридичні факти
Юридичні факти — це конкретні життєві обставини, з якими конституційно-правові норми пов'язують виникнення, зміну або припинення конституційних правовідносин.
Класифікація юридичних фактів:
1) за юридичними наслідками:
- правоутворюючі — прийняття громадянами України закону на всеукраїнському референдумі;
- правозмінюючі — Кабінет Міністрів України, згідно з положеннями ст. 115 Конституції України, складає повноваження перед новообраним Президентом України і набуває статусу виконуючого обов'язки;
- правоприпиняючі — у разі невиконання вимоги щодо несумісності депутатського мандата з іншими видами діяльності повноваження народного депутата України припиняються достроково на підставі закону за рішенням суду (ч. 4 ст. 81 Конституції України);

2) за суб'єктивно-об'єктивним походженням:
- Дії — це юридичні факти, які залежать від волі людини. Дії можуть бути правомірними, які відповідають конституційно-правовим приписам, і неправомірні, які суперечать вимогам конституційних норм. Наприклад, правомірні дії — реалізація конституційного права на участь у виборах (активне, пасивне виборче право), неправомірні дії — нівелювання волі виборців через підміну виборчих бюлетенів. Неправомірна поведінка — це правопорушення, за вчинення якого передбачена юридична відповідальність.

- Події — це юридичні факти, що не залежать від волі та свідомості суб'єкта, проте конституційно-правове закріплення надає їм юридичної значущості та пов'язує з ними міру можливої і навіть необхідної поведінки. Наприклад, досягнення суддею 65-річного віку означає юридичну необхідність припинення його суддівських повноважень.

- Обставини — це складні юридичні факти, які є сукупним вираженням дії і події. Наприклад, втрата громадянином України конституційної дієздатності призводить до неможливості реалізації його політичних прав на виборах, референдумах тощо.[1]